# Gephyrocharax
Gephyrocharax is een geslacht van straalvinnige vissen uit de familie van de karperzalmen (Characidae).

## Soorten
- Gephyrocharax atracaudatus (Meek & Hildebrand, 1912)
- Gephyrocharax caucanus Eigenmann, 1912
- Gephyrocharax chaparae Fowler, 1940
- Gephyrocharax chocoensis Eigenmann, 1912
- Gephyrocharax intermedius Meek & Hildebrand, 1916
- Gephyrocharax major Myers, 1929
- Gephyrocharax martae Dahl, 1943
- Gephyrocharax melanocheir Eigenmann, 1912
- Gephyrocharax sinuensis Dahl, 1964
- Gephyrocharax valencia C. H. Eigenmann, 1920
- Gephyrocharax venezuelae Schultz, 1944
- Gephyrocharax whaleri Hildebrand, 1938